# Diète (Valais)
Pour les articles homonymes, voir Diète.
La Diète (en allemand Landrat) est une assemblée qui a existé de 1301 au moins à 1848 dans le canton du Valais.
Assemblée (consilium generale) attestée depuis 1301 au moins, réunissant l'évêque et le chapitre de Sion, des officiers épiscopaux et des représentants notables des communes et paroisses du Valais non savoyard. Ce conseil épiscopal devint permanent aux XIVe et XVe s. et fut dès lors l'institution où se faisait la politique du pays. 
La Diète avait deux sessions ordinaires annuelles, en mai et en décembre, et au besoin des sessions extraordinaires, les « diétines ». Elle procédait aux élections et traitait les affaires importantes ou urgentes. On votait par état, les députés des dizains en suivant leurs instructions. Les dizains rognèrent de plus en plus les compétences de l'évêque, réduites au XVIIe s. à la présidence des sessions. La Constitution de 1815 donna quatre voix à l'évêque et quatre à chaque dizain. En 1848, la Diète fit place au Grand Conseil.

## Référence
- Philipp Kalbermatter (trad. Pierre-G. Martin), « Diète (VS) » dans le Dictionnaire historique de la Suisse en ligne, version du 13 novembre 2008.